# 寿原英太郎
寿原 英太郎（すはら えいたろう、1882年（明治15年）8月27日 - 1957年（昭和32年）6月17日）は、大正から昭和前期の実業家、政治家。衆議院議員、小樽市長。

## 経歴
北海道出身。富山県出身の寿原猪之吉の長男として生まれる。1906年（明治39年）東京高等商業学校（現一橋大学）を卒業。小間物洋品商を始め、1921年（大正10年）寿原商事を設立し社長に就任。その他、共成 、寿原産業、北洋無尽の各社長、小樽商工会議所議員、小樽市会議員などを務めた。
1932年（昭和7年）2月、第18回衆議院議員総選挙に北海道第1区から立憲政友会公認で出馬して当選し、衆議院議員を1期務めた。
1947年（昭和22年）4月、公選初代の小樽市長に就任し、1期在任して1951年（昭和26年）4月に退任。戦後の復興に尽力し、1949年（昭和24年）開港五十年記念「港まつり」を開催した。
1956年（昭和31年）小樽市博物館が開館すると多くの蔵書、資料を寄贈するなど、小樽の文化振興にも尽くした。